# Segeberg (okrug)
Okrug Segeberg (njem.: Kreis Segeberg) je  okrug u njemačkoj saveznoj pokrajini Schleswig-Holstein i pripada metropolnoj regiji Hamburg.

## Zemljopis
Okrug Segeberg na sjeveru graniči s okrugom Rendsburg-Eckernförde, bez okružnog grada Neumünster i s okrugom Plön, na istoku graniči s okrugom Istočni Holstein, na jugoistoku s okrugom Storman i pokrajinom Hamburg a na zapadu graniči s okruzima Pinneberg i Steinburg.

## Gospodarstvo
Glavni prihod glavnog grada okruga Bad Segeberga je turizam (klimatsko lječilište i Karl May Igre). 
Ali gospodarsko težište je na autocesti A7 između Norderstedta, Henstedt-Ulzburga u Kaltenkirchena.

## Promet
Zapadnom dijelom okruga prolazi autocesta A7 s izlazima u Henstedt-Ulzburg, Kaltenkirchen, Bad Bramstedt i Großenaspe. Na istoku prolazi autcesta A21 koja još nije u potpunosti izgrađena. Planira se produžiti autocestu A20 i time spojiti istočni i zapadni dio okruga. Ta autocesta bi se gradila dalje kroz okrug Steinburg sve do novog prijelaza preko rijeke Labe.
Željeznica spaja Hamburg s Neumünsterom i Neumünster s Bad Oldesloe i prolazi kroz okrug Segeberg.
Javni prijevoz okruga pripada hamburškom javnom prijevozu.

## Znanost
Najveća znanstvena ustanova okruga Segeberg je međunarodno priznato istraživalište Borstel.

## Gradovi, općine i službe
(Stanovnici 30. Rujna 2006.)
| Općine i gradovi | Općine i gradovi |
| --- | --- |
| - 1. Bad Bramstedt, grad (13.452) - 2. Bad Segeberg, grad (15.984) - 3. Boostedt (4.573) - 4. Ellerau (5.644) - 5. Henstedt-Ulzburg (26.340) | - 6. Kaltenkirchen, grad (19.742) - 7. Norderstedt, grad (71.550) - 8. Trappenkamp (5.013) - 9. Wahlstedt, grad (9.436) |

Službe
| Sjedište * | |                                                                                      |
| - 1. Služba Bad Bramstedt-Land sjedište: Bad Bramstedt - 2. Služba Bornhöved sjedište: Bornhöved - 3. Služba Itzstedt sjedište:Itzstedt | - 4. Služba Kaltenkirchen-Land sjedište: Kaltenkirchen - 5. Služba Kisdorf sjedište:Kattendorf - 6. Služba Leezen sjedište:Leezen | - 7. Služba Rickling sjedište:Rickling - 8. Služba Trave-Land sjedište: Bad Segeberg |

## Vanjske poveznice
- Službena stranica Okruga Segeberg